# 티나 실
티나 실(덴마크어: Tina Siel, 1967년 10월 24일 ~ )은 덴마크의 가수이다.